# آني لين
آني لين (بالإنجليزية: Annie Lin)‏ هي مغنية وملحنة ومغنية مؤلفة أمريكية، ولدت في 14 يناير 1980 في تايوان.

## وصلات خارجية
- آني لين على موقع IMDb (الإنجليزية)
- آني لين على موقع ميوزك برينز (الإنجليزية)
- آني لين على موقع قاعدة بيانات الفيلم (الإنجليزية)